# Ernest Asante
Pour les articles homonymes, voir Asante.
Ernest Asante, né le 6 novembre 1988 à Sunyani au Ghana, est un footballeur international ghanéen qui évolue au poste d'ailier à l'Omonia Nicosie.

## Carrière
Ernest Asante a déjà vingt ans lorsqu'il intègre la Feyenoord Academy au Ghana, son pays natal, en 2008. Un an plus tard, il part en Europe et rejoint le KSK Beveren, un club de deuxième division belge. Il y reçoit d'emblée la confiance de l'entraîneur Johan Boskamp et commence la saison comme titulaire. Lorsque ce dernier est remplacé à la mi-saison, il perd sa place dans le onze de base et doit se contenter d'un rôle de remplaçant. En fin de saison, le club est relégué et met un terme aux activités de son équipe première. Le joueur se retrouve alors libre de contrat.
En janvier 2011, il part en Norvège et signe un contrat de trois ans avec l'IK Start, qui évolue en première division. La saison est compliquée pour le club qui termine en position de relégable. Titulaire indiscutable et auteur de onze buts en championnat, Ernest Asante participe activement à la conquête du titre de champion de deuxième division, synonyme de retour parmi l'élite nationale après seulement un an. Joueur de base dans l'équipe, il l'aide à se maintenir au plus haut niveau les deux saisons suivantes. En mars 2015, peu avant la reprise du championnat, il est transféré à Stabæk, un autre club de l'élite nationale dirigé par l'américain Bob Bradley. Il y entame la saison comme titulaire en attaque.
Le 4 juillet 2018, il s'engage pour deux ans avec Al-Jazira.

## Palmarès
- IK Start
  - Champion de Norvège de 1. divisjon (D2) en 2012 (en)

## Statistiques
| Saison                | Club                  | Championnat           | Championnat | Championnat | Coupe(s) nationale(s) | Coupe(s) nationale(s) | Total | Total |
| Saison                | Club                  | Division              | M.          | B.          | M.                    | B.                    | M.    | B.    |
| 2009-2010             | KSK Beveren           | Division 2            | 26          | 3           | 1                     | 0                     | 27    | 3     |
| 2011                  | IK Start              | Tippeligaen           | 23          | 0           | 4                     | 1                     | 27    | 1     |
| 2012 (en)             | IK Start              | 1. Divisjon           | 29          | 11          | 4                     | 1                     | 33    | 12    |
| 2013                  | IK Start              | Tippeligaen           | 28          | 6           | 4                     | 0                     | 32    | 6     |
| 2014                  | IK Start              | Tippeligaen           | 29          | 8           | 4                     | 0                     | 33    | 8     |
| 2015                  | Stabæk Fotball        | Tippeligaen           | 30          | 10          | 6                     | 2                     | 36    | 12    |
| 2016                  | Stabæk Fotball        | Tippeligaen           | 20          | 2           | 4                     | 0                     | 24    | 2     |
| 2016-2017             | FC Nordsjælland       | SAS Ligaen            | 22          | 4           | 2                     | 0                     | 24    | 4     |
| Total sur la carrière | Total sur la carrière | Total sur la carrière | 207         | 44          | 29                    | 4                     | 236   | 48    |